# Vasco Pais Cardoso
Vasco Pais Cardoso (meados de 1400 - ano de falecimento desconhecido) foi um nobre do Reino de Portugal, Pajem D. Infante Dom Henrique, Duque de Viseu, filho do rei D. João I de Portugal de quem foi Escudeiro Fidalgo, Foi Alcaide-mor do Castelo de Trancoso, 1.º Senhor do Couto do Rio de Asnes, que foi buscar o seu nome ao Rio Asnes, local onde fundou o seu solar e Quinta de Santa Eulália. Foi 6º Senhor de Cardoso e Senhor de Moreira e Ervilhão. Exerceu o cargo de Vedor da rainha D. Isabel de Portugal, Rainha de Castela, esposa do rei D. João II de Castela.

## Relações familiares
Foi filho de Álvaro Vaz Cardoso (1370 - ?) e de Maria Rodrigues de Vasconcelos (1380 -?). Foi Alcaide-mór do Castelo de Trancoso. Casou por duas vezes. A primeira com Brites Anes do Amaral (1410 -?) filha de João Lourenço do Amaral, Senhor do Amaral (1325 -?) e da sua 2.º esposa Maria Fernandes Barrantes, de quem teve:
1. Vasco Pais Cardoso (1430 -?) casou com Isabel Vaz de Castelo Branco,
2. Luís Vaz Cardoso (1430 -?), 7.º Senhor da Honra de Cardoso, casado com Leonor de Vasconcelos filha de Gonçalo Mendes de Vasconcelos "o Moço" (1360 -?),  e de Maria Anes de Balazães (1400 -?),
3. Álvaro Vasques Cardoso, alcaide-mór do Castelo de Trancoso casado com Isabel Pacheco,
4. Diogo Pais Cardoso (c. 1430 -?) casou com Maria Rodrigues do Amaral,
5. Brites Cardoso,
6. Mécia Cardoso (1435 -?) casou com Pedro Rebelo,
7. Fernão Cardoso (c. 1435 -?) casou com Leonor de Almeida Pereira,
8. Susana Cardoso (c. 1435 -?) casou com Pedro Afonso, "o Tocho".

O segundo casamento foi com Leonor Vaz Pinto, de quem não teve descendência. 